# Kölni karnevál

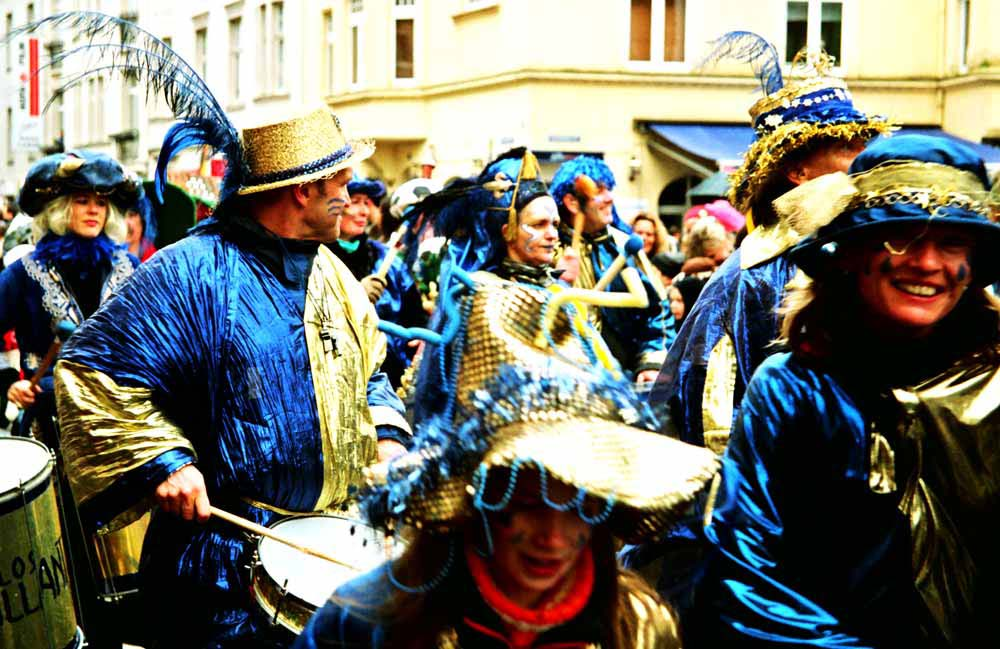
Karneváli forgatag!

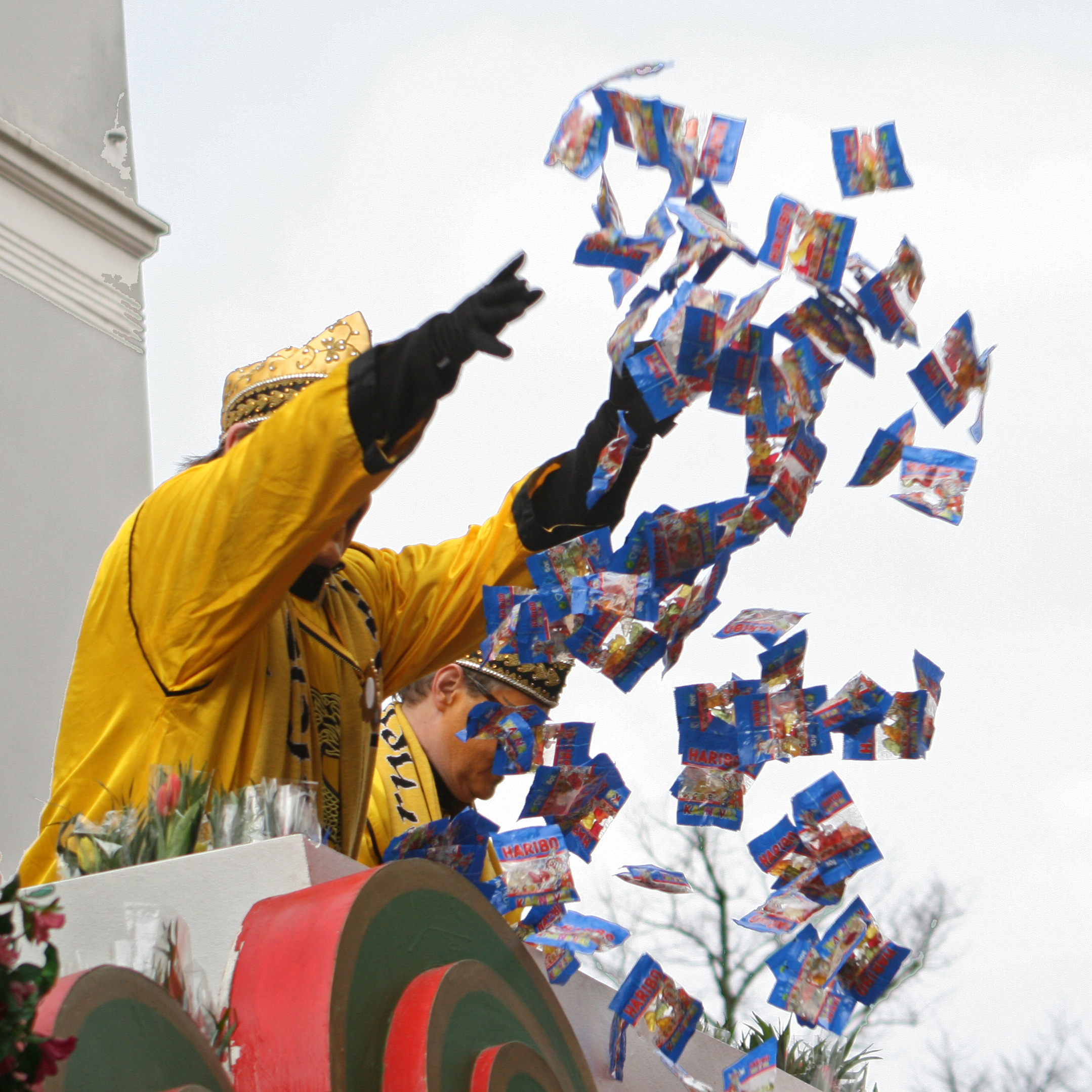
Adomány!!

A kölni karnevált minden évben Németországban, Köln városában rendezik meg. A Rajna parti népünnepély első napja a „nők farsangja”: ekkor ugyanis a hölgyek egész nap karneváli jelmezbe öltöznek. Innentől kezdve egészen hamvazószerdáig éjjel-nappal tart az ünneplés az utcákon, tereken és a kocsmákban egyaránt. Rangra s korra való tekintet nélkül szinte mindenki jól megválogatott jelmezbe bújik – legrosszabb esetben felvesz egy jelzésértékű, bohókás kalapot. Maskarába bújnak a konszolidált idős párok és a fiatalok is; még a csöppnyi gyerekeket is beöltöztetik. Ez a világ egyik legnagyobb hagyományőrző ünnepélye, amelyet a helybéliek ötödik évszaknak neveznek.
Nagy felhajtás közepette megválasztják a karnevál három fő figuráját, a karnevál hercegét, szüzét (aki valójában egy női maskarába bújtatott férfi) és parasztját. A herceg ünnepélyes keretek között átveszi a polgármestertől a város kulcsát, s innentől kezdve felbolydul a város. A karnevált minden évben ők nyitják meg a régi piacon, az ún. Altmarkton. Az ünnep csúcspontját a Rózsák hétfője, Rosenmontag jelenti. Több mint egymillió ember kíséri szemmel a parádés felvonulást, ami a Chlodwigplatztól, a belvároson áthaladó útvonalon, egészen a Mohrenstraßéig tart. A felvonuló „karneváli vonatot” (Karnevalszug) különböző beöltözött egyesületek, iskolák, zenekarok, tánccsoportok alkotják. Menetelés közben csokoládét, cukorkát és apróbb ajándékokat szórnak a nézelődők közé, miközben a tömeg skandálja, hogy „Kamelle, Kamelle!” (= édesség). Ilyenkor a városban egyaránt megnő a német és a külföldi turisták száma, és sokan iszogatnak is. Érdekes látványt nyújt a nyakba akasztható söröspohártartó. Ezen a napon legkésőbb déltől csaknem minden üzlet zárva tart.

## A jelmezek

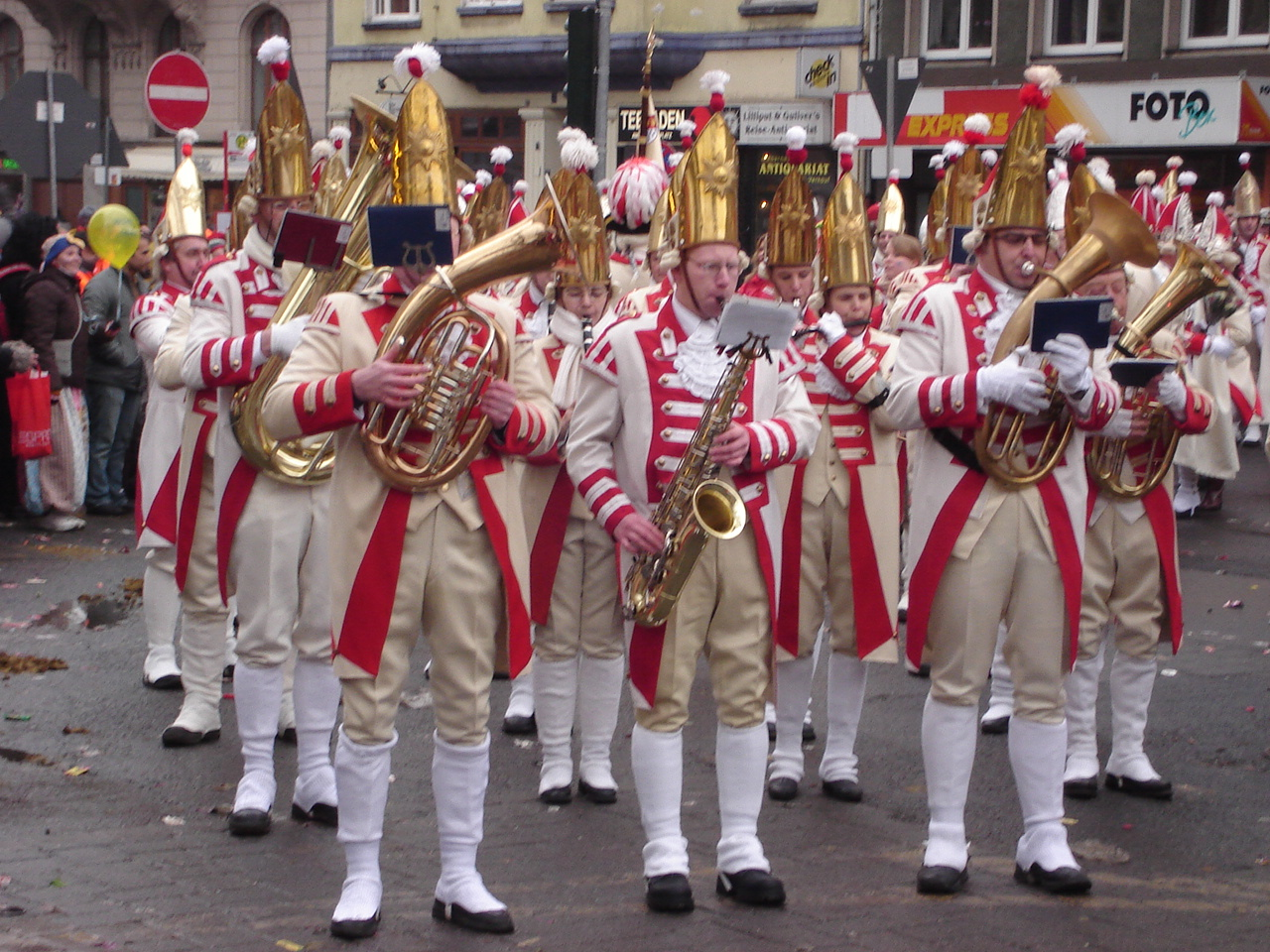
Karnevál, 2006

A kölniek minden évben nagy hangsúlyt fektetnek a jelmezükre. A saját kézzel készített maskarákat előnyben részesítik a boltokban kapható, bárki által megvásárolható jelmezekkel szemben. Minden évben feltűnik a hagyományos bohóc-, kalóz- vagy cowboyjelmez, de a fantázia szabadon szárnyalhat, és mindenki annak öltözik be, aminek éppen kedve tartja. Ettől lesz igazán színes a kavalkád a városban.

## A karneváli hét napjai
Nők farsangja, karneváli péntek, karneváli szombat, karneváli vasárnap, rózsák hétfője, karneváli kedd, hamvazószerda.

### „Nők farsangja”(Weiberfastnacht)– csütörtök
11 óra 11 perckor a főpolgármester hivatalosan is megnyitja a karnevált. Megválasztják a herceget, a szüzet és a parasztot a régi piacon. Az üzletek zárva tartanak, vagy korábban zárnak, hogy mindenki együtt ünnepelhessen. Ezen a napon az „őrült nők” a hagyomány szerint levágják a férfiak nyakkendőjét, innen ered a „nők farsangja” elnevezés.

### Karnevál péntek(Karnevalsfreitag)
Már több mint tíz éve rendezik meg ezen a napon Köln belvárosában, a régi piacon az egész estés mulatságot, ami színes programokkal és számos fellépővel vár mindenkit.

### Rózsák hétfője(Rosenmontag)
A karnevál csúcspontja. Több mint egymillió ember kíséri szemmel a karneváli felvonulást, ami a Chlodwigplatztól a belvároson áthaladó útvonalon egészen a Mohrenstraßéig tart. A felvonuló „karneváli vonatot” (Karnevalszug) különböző beöltözött egyesületek, iskolák, zenekarok, tánccsoportok alkotják. Menetelés közben csokoládét, cukorkát és apróbb ajándékokat dobálnak a nézelődő tömegbe. Ezen a napon legkésőbb déltől majdnem minden üzlet zárva tart.

### Hamvazószerda(Aschermittwoch)
Ezen a napon a mulatság véget ér. A legtöbb karneváli társaság a hagyományokhoz híven még egyszer találkozik, hogy mielőtt megkezdődik a nagyböjt, a szokásos halból készült menüt elfogyasszák.

## Külső hivatkozások
- A kölni karnevál ünnepi bizottságának honlapja
- A kölni karnevál magyar nyelvű blog oldala